# San Lorenzo al Mare
San Lorenzo al Mare là một đô thị ở tỉnh Imperia trong vùng Liguria, tọa lạc khoảng 100 km về phía tây nam của Genoa và khoảng 10 km về phía tây của Imperia. Tại thời điểm ngày 31 tháng 12 năm 2004, đô thị này có dân số 1.409 người và diện tích là 1,3 km².
San Lorenzo al Mare giáp các đô thị sau: Cipressa, Civezza, Costarainera, và Imperia.